# Плат (Јужна Дакота)
Плат (енгл. Platte) град је у америчкој савезној држави Јужна Дакота.

## Демографија
По попису из 2010. године број становника је 1.230, што је 137 (-10,0%) становника мање него 2000. године.
| Група             | 2000.         | 2010.         |
| Белци             | 1.348 (98,6%) | 1.211 (98,5%) |
| Афроамериканци    | 0 (0,0%)      | 0 (0,0%)      |
| Азијати           | 2 (0,1%)      | 0 (0,0%)      |
| Хиспаноамериканци | 9 (0,7%)      | 1 (0,1%)      |
| Укупно            | 1.367         | 1.230         |